# Hyloniscus kapaoniscus
Hyloniscus kapaoniscus är en kräftdjursart som beskrevs av Buturovic 1960. Hyloniscus kapaoniscus ingår i släktet Hyloniscus och familjen Trichoniscidae. Inga underarter finns listade i Catalogue of Life.